# Yondemasu Yo, Azazel-san
Yondemasu Yo, Azazel-san (よんでますよ、アザゼルさん。 'Estás Siendo Invocado, Azazel-san'?) es un manga japonés de comedia escrito e ilustrado por Yasuhisa Kubo. Existen dos adaptaciones al anime realizadas por Production I.G. La primera, un OVA de 4 episodios y la segunda una serie de dos temporadas de 13 episodios cada una.

## Personajes
Azazel (アザゼル Azazeru)
Voz por: Masaya Onosaka
Es un demonio que parece un perro, es el protagonista de la serie. Es un demonio pervertido que disfruta acosar sexualmente a otras personas, especialmente a Sakuma. Él le teme a Akutabe, que tiende a abusar de él cuando se pasa de la raya o falla al completar una misión. Su habilidad es de la lujuria. Sus poderes puede hacer que una persona luzca atractiva, desagradable y causa impotencia. Terminó su contrato con Akutabe para comenzar uno nuevo con Sakuma.
Él representanta "Lujuria" de los 7 pecados capitales.
Akutabe (芥 辺 Akutabe?) 
Seiyū: Daisuke Namikawa 
Akutabe es un detective que se especializa en invocar y hacer uso de los demonios. Él es un gran conocedor del ocultismo, ya que el mismo pasa gran parte de su tiempo leyendo libros sobre el tema y utiliza este conocimiento para dominar a los demonios, siendo inmune y bloqueando la mayoría de las habilidades de los mismos. Él es el empleador de Sakuma, así como un mentor en el área del ocultismo. El mismo convoca a los demonios a hacer su voluntad y a menudo maltratarlos si los mismos no cumplen, empeoran o interfieren en sus asignaciones. Él ha demostrado ser cruel, egoísta, frío y bastante sádico haciendo que los demonios le tengan pavor, pero por lo general tiene una actitud tranquila.
Rinko Sakuma (佐隈 りん子 Sakuma Rinko?)
 Voz por: Rina Satou
Ella es la joven asistente de Akutabe, ella empieza a aprender acerca de los poderes de los demonios leyendo el "Libro Grimore" luego de ser forzada por Akutabe a contraer un contrato con Azazel, haciéndola firmar con su sangre. Sakuma es constantemente acosada y humillada por los demonios que van siendo invocados por Akutabe. Parece ser uno de los personas más morales de la serie desde el principio, pero a medida que aprende más sobre los demonios, ella se vuelve considerablemente más oscura pareciendiose cada más a Akutabe. 
El apodo de Azazel para ella es Saku-chan (サク ちゃん?).
Al parecer tiene cierto gusto por el dinero, ya que es la forma más efectiva de convencerla a hacer algo no muy de su agrado.